# Athenäum
|  | Andre betydninger se Athenæum |
Athenäum er titlen på et tidsskrift der blev udgivet af brødrene August Wilhelm Schlegel og Friedrich Schlegel.
Mellem 1798 og 1800 udkom der i alt seks hefter. Tidsskriftet udgør det centrale litterære organ for den tidlige romantik i Jena. Af andre bidragydere kan nævnes Dorothea Schlegel, Caroline Schlegel, Novalis, August Ferdinand Bernhardi, Sophie Bernhardi, Friedrich Daniel Ernst Schleiermacher, August Ludwig Hülsen og Karl Gustav Brinckmann.
En fortsættelse var tidsskriftet Europa som 1803 blev udgivet af Friedrich Schlegel.
På dansk findes: Athenäum fragmenter og andre skrifter af Friedrich Schlegel, ISBN 9788700388666, udgivet år 2000